# ピノッキオの冒険

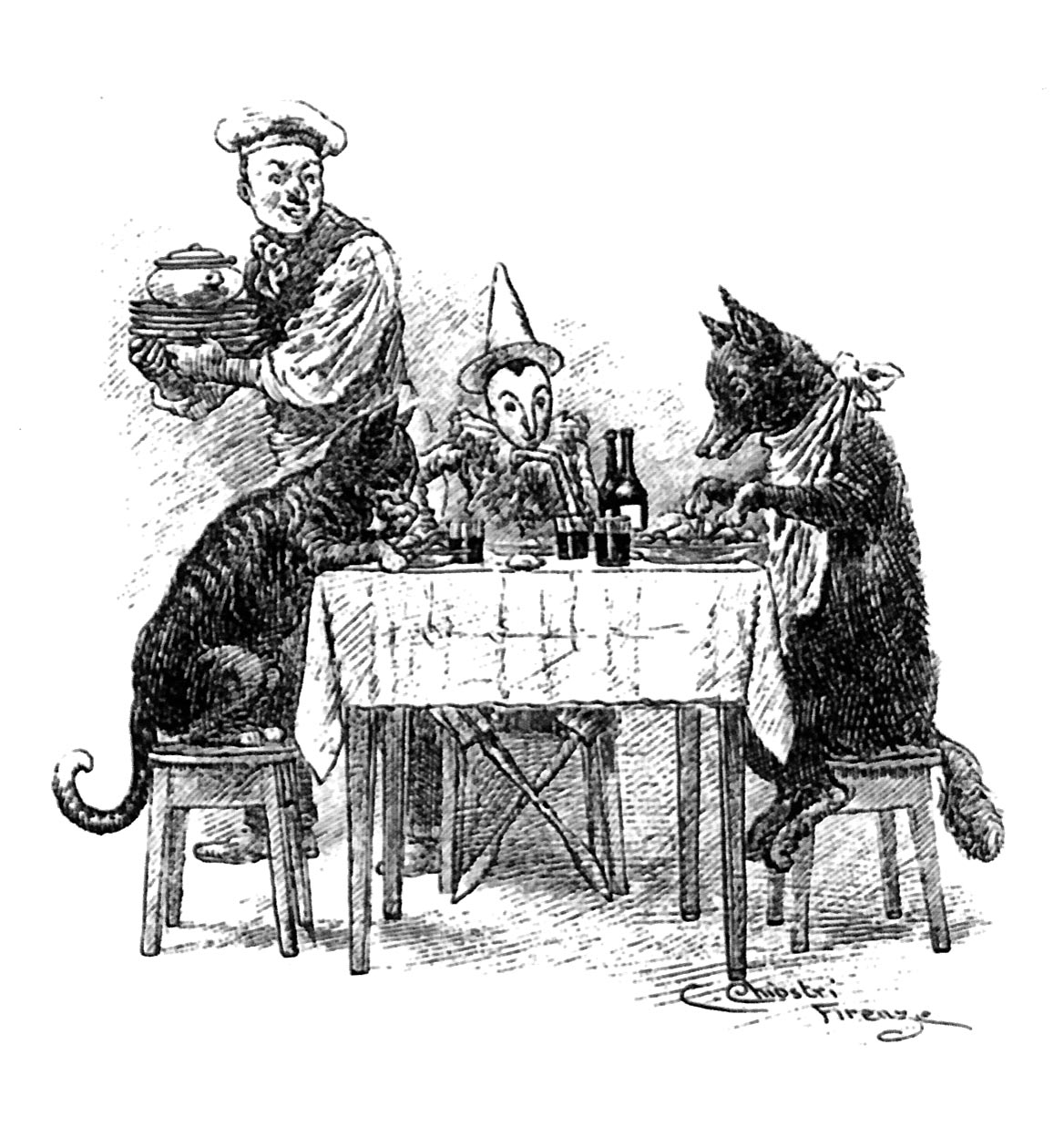
ピノッキオ、猫とキツネと共に宿屋で食事（1901年版の挿絵）

ピノッキオの木製人形

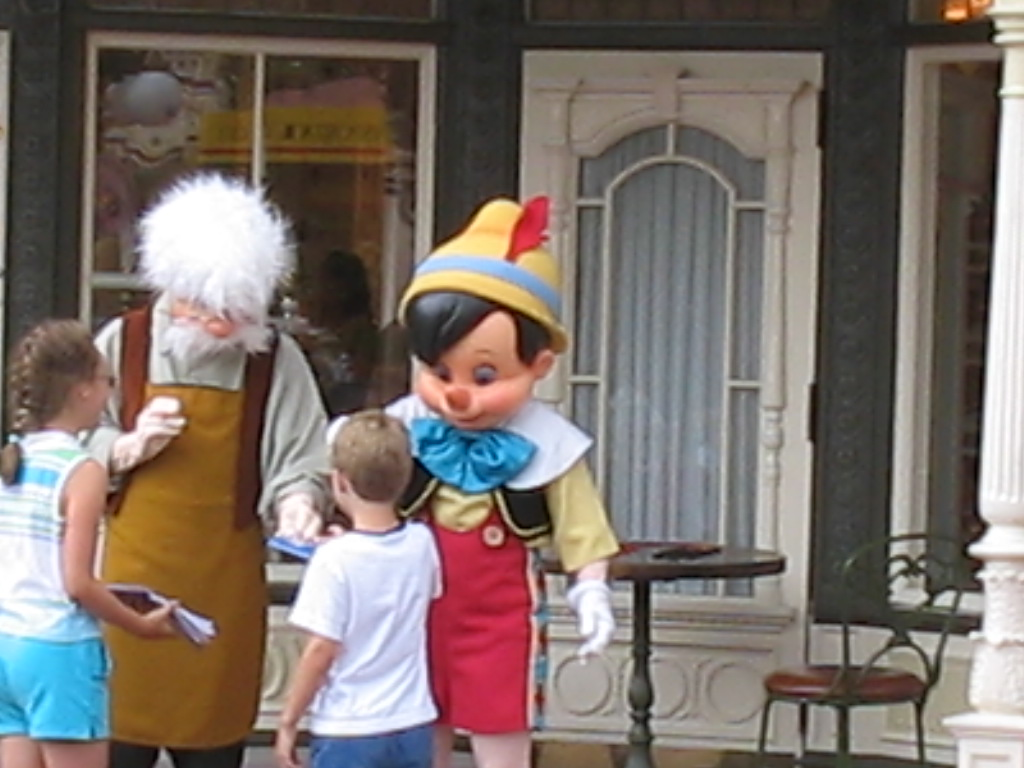
ディズニーのピノッキオ

『ピノッキオの冒険』（ピノッキオのぼうけん、伊: Le avventure di Pinocchio）は、イタリアの作家・カルロ・コッローディの児童文学作品。Storia di un burattino（「操り人形の物語」）として1881 - 82年、週刊雑誌Giornale per i bambini誌に連載されたものを改題し、1883年に最初の本が出版された。以来、100年以上にわたり読み継がれている著名な作品である。

## 内容
ある日、大工のチリエージャ（サクランボの意。丸くて赤むらさき色の鼻より。英語版ではチェリー）親方は、意志を持って話をする丸太を見つける。そして、そこにジェッペット（ゼペット）じいさんが現れ、丸太を木の人形にし、ピノッキオと名付ける。ところが、このピノッキオは勉強と努力が嫌いで、すぐにうまい話にだまされる。たとえば、話をするコオロギなどの忠告にも耳を貸さず、人形芝居の親方に焼かれそうになったり、キツネと猫にそそのかされて、殺されそうになったりする。終盤に巨大なサメに飲み込まれるが、マグロに助けてもらう。真面目に勉強し働くようになったピノッキオは、最後に夢に現れた妖精によって人間になる。苦難を乗り越えて人間の少年へと変化するまでの逸話が書かれている。
なお、ピノッキオのオリジナルのストーリーは、政治的風刺を、特に法制度の仕組みに対する風刺を含んでいる。

## 名称
ピノッキオ(Pinocchio)のピノ(Pino)は松である。なおイタリアではジュゼッペ(Giuseppe)の愛称でもある。かつては綴りを英語式に「ピノチオ」と読むことも多かった。現在ではイタリア語式に「ピノッキオ（あるいはピノキオ）」と読むのが一般的である。「ピノチオ」の名前も会社名などに今も使われている。
山崎功からイタリア語の指導を受けていた村山籌子が1932年（昭和7年）1月から11月にかけて雑誌『婦人之友』にて『ピノッキオの冒険』を連載する。これはそれまで日本では英語からの重訳しかなかったものを初めてイタリア語から翻訳したもので、「ピノッキオの冒険」の題名には訳者註が付され、「日本では今迄ピノチオとなつてゐるが、これは誤りである。伊太利語では、ピノッキオと発音する。」と書かれている。

## 主な日本語訳
- 『ピノチヨ』 西村アヤ 1920 キンノツノ社、文化生活研究會 - 父である西村伊作が訳し聞かせた『ピノキオ』を文章化し、挿絵を描いた物を12歳の頃に出版したもの[4]。
- 『ピノチオ あやつり人形の冒險』 佐藤春夫訳 1925 改造社
- 「ピノッキオの冒険」 村山籌子訳 1932 雑誌『婦人之友』に連載、イタリア語からの翻訳
- 『ピノッキオ』 柏熊達生訳 1947 湘南書房〈新日本少年少女選書〉 再話
- 『ピノッキオの冒険』 柏熊達生訳 1948 中央出版社
- 『ピノッキオの冒険』 岩崎純孝訳 1948 紀元社
- 『ピノッキオ』 柏熊達生 訳 1950 岩波文庫
- 『ピノッキオ』 矢崎源九郎訳 1956 新潮文庫
- 『ピノッキオの冒険』 杉浦明平訳 1958、改版2000 岩波少年文庫 - エドアルド・バルゲール画
- 『ピノッキオ』 岩崎純孝訳 1963 講談社〈世界名作童話全集17〉
- 『ピノッキオ』 岩崎純孝訳 1965 講談社〈少年少女新世界文学全集28〉 - 滝平二郎画
- 『ピノッキオ』 安藤美紀夫訳 1966 講談社〈世界の名作図書館 5〉 - 池田仙三郎画
- 『ピノッキオの冒険』 米川良夫訳 1968 河出書房〈少年少女世界の文学24〉 - 村上勉画
- 『ピノッキオの冒険』 矢崎源九郎訳 1968 偕成社 - チャールズ・コープランド画
- 『ピノッキオの冒険』 安藤美紀夫訳 1970 文研出版 - 浜田紀子画
- 『ピノッキオのぼうけん』 安藤美紀夫訳 1970 福音館書店〈福音館古典童話シリーズ03〉 - 臼井都画
- 『ピノッキオ』 千種堅訳 1989 第三文明社〈少年少女希望図書館12〉 - ムムリク画
- 『ピノキオの冒険』 金原瑞人訳 1992 西村書店 - ロベルト・インノチェンティ画
- 『ピノッキオの冒険』 米川良夫訳 1994 河出書房新社〈世界文学の玉手箱17〉
- 『ピノッキオの冒険』 米川良夫訳 1996 河出文庫
- 『新訳 ピノッキオの冒険』 大岡玲訳 2003 角川文庫 - 牧野千穂画
- 『ピノッキオの冒険』 毛利孝夫訳 2015 望林堂完訳文庫 - カルロ・キオストリ画
- 『ピノッキオの冒険』 大岡玲訳 2016 光文社古典新訳文庫

## 回収騒動
1976年11月4日、四方八洲男が「オールカラー版 世界の童話」（小学館）を自分の子供に読み聞かせていたところ、作中の「びっこのキツネ」「めくらのネコ」という箇所に気づき、その点を指摘しながら「五体満足で利口な主人公を『期待される子供像』として描いている反面、他の障害を持つキャラクターを社会の落伍者として描いており、差別を拡大助長させる童話であり看過できない」と出版社に抗議した。小学館側はこの抗議を検討し、自社から出版していた5種のピノキオ本のうち4種を「差別的表現があった」と認め回収した。「最新版の『国際版少年少女世界文学全集』については、めくら、びっこ、などの表現は無いので回収しない」旨を告発者の四方に謹告した。しかし四方は「障害者差別出版物を許さない、まず『ピノキオ』を洗う会」を立ち上げて小学館に対し
1. 国際版の回収
2. 回収方法に対する具体策の提示
3. 自己批判の文章の提出
4. 自社全出版物の点検と報告

を要求した。しかし小学館側は国際版の回収には応じられないとして、告発者と対立した。次に告発者はマスメディアに向けてアピールを行い、社会問題へと発展する。さらに図書館を相手取り「差別図書を読ませるな」と啓蒙行動を起こし、当時、日本で出版されていた11社38種のピノキオ本の回収を要求した。12月、図書館問題研究会が検討を行い「図書館の自由」を基に
- 回収措置は言論に対する封殺行為であり許せない。
- 本作は、弱点を克服し成長する子供の可能性を描いた作品であり、「めくら」「びっこ」という言葉で障害者差別に結びつけるのは拡大解釈で作品の意味を汲んでない。
- 回収を行えば障害者差別が無くなる道理も無く、「言葉だけで何かを変えよう」という幻想につながりかねない。
- 個々の企業に対する脅しが差別の撤廃にはならないし、体制も変わらない。

とする「反論声明」を提出した。強引な告発に対して批判があったが、小学館側の回収についても「安易」だとの批判があった。この騒動に対し「ピノキオ退治は世界の笑いもの」と揶揄（やゆ）する声もあった。（黒人差別をなくす会も参照）。
名古屋市立図書館はこの事件を受けて1979年に「職制判断をさけ全職員で検討する」「広く市民の意見を聞く」「当事者の意見を聞く」の三原則を示した。

## 翻案
舞台
- ピノチオ（1942年、宝塚歌劇団花組公演、主演：園井恵子）

テレビドラマ
- ピノッキオの冒険（1974年、監督:ルイジ・コメンチーニ）
  - 全6回　NHKで放送、ジーナ・ロロブリジーダ、ヴィットリオ・デ・シーカが出演、DVD化されている。
- フェアリーテール・シアター/『ピノッキオの冒険』 (1984年、同オムニバスドラマの1エピソードとして映像化された）
  - ポール・ルーベンス主演、ジェームズ・コバーン、カール・ライナー、ジェームズ・ベルーシら出演。

小説
- "Золотой ключик, или Приключения Буратино"（黄金の鍵、あるいはブラチーノの冒険） - ロシアのアレクセイ・ニコラエヴィチ・トルストイによる翻案もの。
- 呑み込まれた男 - エドワード・ケアリーによる翻案。巨魚に飲み込まれたジェッペットの暮らしとピノッキオにまつわる回想を描く。

テレビアニメ
- The New Adventures of Pinocchio （1961年アーサーランキンJr.&持永只仁製作）
  - 日米合作人形アニメ作品。日本では1963年10月4日より『ピノキオの冒険』というタイトルで、フジテレビ系列のシスコ製菓（現：日清シスコ）一社提供番組『進めシスコン』内で放送。当初は30分1本立てだったが、同年12月20日に国産人形アニメ『シスコン王子』との15分2本立てに変更した。
- 樫の木モック（フジテレビ系、1972年、タツノコプロ製作）
- ピコリーノの冒険（ABC系、1976年-1977年、日本アニメーション製作）
- まんが世界昔ばなし「ピノキオの冒険」（TBS系放映、ダックスインターナショナル制作、1979年3月7日から3月28日までに4話放映）

アニメ映画
- ピノキオ（1940年、ディズニー製作）。今日ではこの翻案されたアニメーション映画作品とそのストーリーが本来の原作版小説よりも有名で最も普及している。
- ピノキオの宇宙大冒険（1965年、白･米合作　ベルビジョン、スワロー製作　ピノキオのキャラクター達が宇宙へ行く）
- ピノキオ 新しい冒険（1987年、フィルメーション製作）
- ピノキオ3000 (2004年、SFアニメーション映画)
- ギレルモ・デル・トロのピノッキオ (2022年、ストップモーションアニメ映画)

実写映画
- ピノキオ（1996年、監督：スティーヴ・バロン、主演：マーティン・ランドー）
- ピノッキオ（2002年、監督・主演：ロベルト・ベニーニ）
- ピノキオ（2015年、ドイツ） - 実写とCGアニメを合わせた作品。
- ほんとうのピノッキオ（2019年、監督：マッテオ・ガローネ、主演：フェデリコ・エラピ）
- ピノキオ (2022年の実写映画)（2022年、アメリカ） - 実写とCGアニメを合わせた作品。1940年のアニメ映画の実写映画化。

漫画
- ピノキオ（1952年、手塚治虫、東光堂） - 2005年に『バンビ』とともに講談社から旧仮名遣いのまま復刻。
- ピノキオ（2008年、ヴィンシュルス、小学館集英社プロダクション） - バンド・デシネで2009年アングレーム国際漫画祭 最優秀作品賞。

音楽
- 『ピノッキオ−楽しい序曲（Pinocchio, a merry overture）』作品65：エルンスト・トッホが1935年に作曲した管弦楽曲。
- 『交響組曲ピノキオ（Miticaventura - Suite Sinfónica Pinocho）』:フェレール・フェランが2008年に作曲した吹奏楽曲。

ゲーム
- Lies of P（英語版）（2023年、Neowiz Games、Round8 Studio制作）